# 祭暦

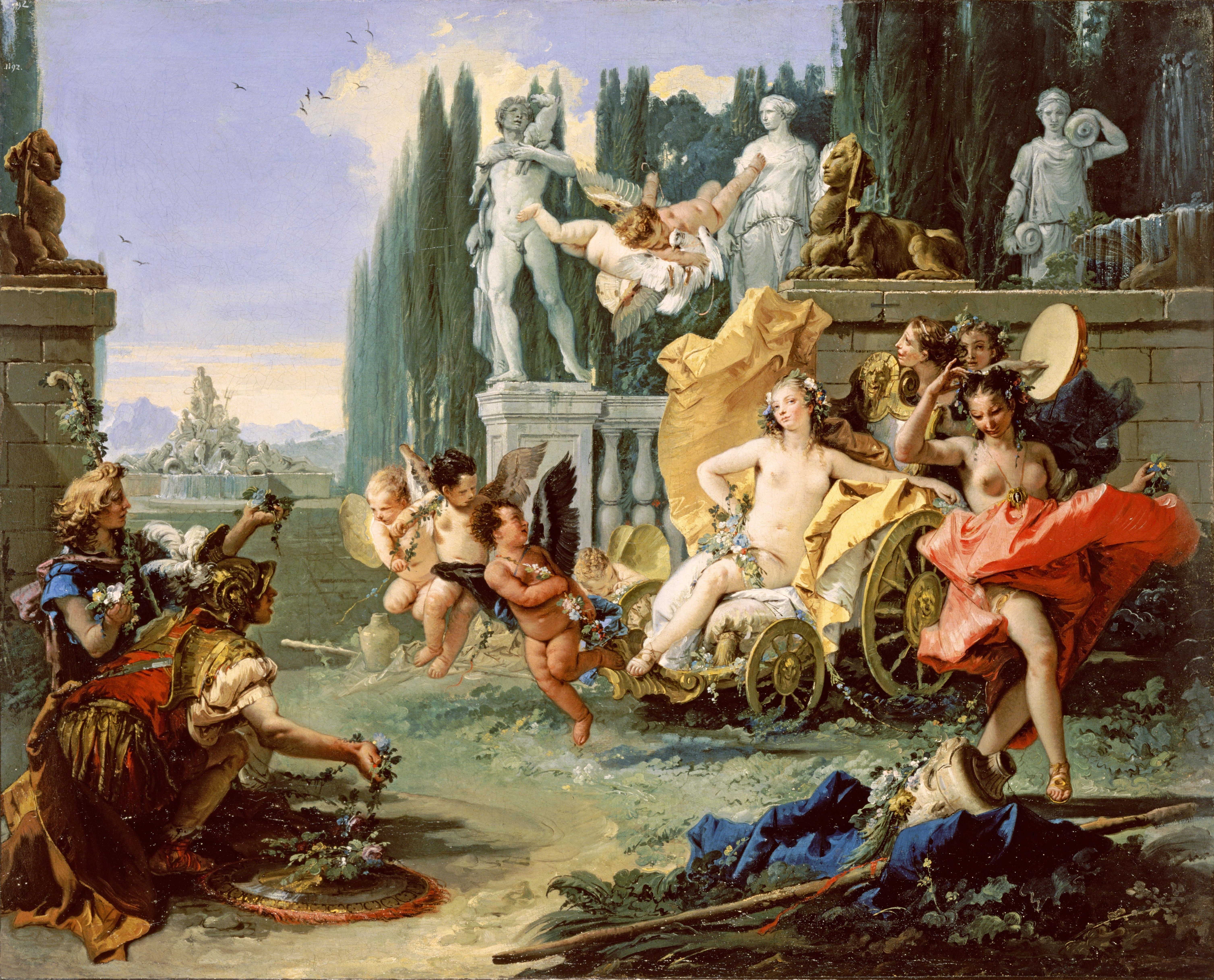
ティエポロの『フローラの勝利』（1743年頃）、『祭暦』第4巻で描かれる場面。

『祭暦』（さいれき、Fasti、ラテン語: Fāstī [faːstiː]）は、古代ローマの詩人オウィディウスによって書かれ、西暦8年に発行された6冊のラテン詩。西暦8年にアウグストゥスによってオウィディウスがコンスタンツァに追放されたことで、『祭暦』は未完になったと考えられている。